# 山本眞輔
山本 眞輔（やまもと しんすけ、1939年1月8日 - ）は、愛知県出身の日本芸術院会員。名古屋市立大学名誉教授。白日会副会長 ・彫刻部会員。公益社団法人日展理事。

## 略歴
- 1939年、愛知県幡豆郡一色町に生まれる。
- 1962年、日展初入選[2]。
- 1963年、東京教育大学教育学部彫塑専攻科卒業[2]。
- 1972年、1980年、日展特選[2]。
- 1986年、日展会員[2]
- 1996年、日展評議員[2]
- 2004年、日本芸術院賞を受賞[2]。
- 2007年、中日文化賞を受賞[5]。
- 2008年、日本芸術院会員
- 2024年、旭日中綬章受章[6][7]

## 作品
- 森からの声（日展内閣総理大臣賞）
- 生生流転（日本芸術院賞）
- 祈り　細川ガラシャ夫人像
- 学校法人武蔵野東学園 理事長 寺田欣司像[8]